# Torsades de pointes
Torsades de pointes (akronim TdP, izvorno čitanje po francuskom torzad di poan, skraćeno još i torzade)  je specifičan oblik polimorfne ventrikulаrne tahikardije kod bolesnika sa dugim QT–intervalom. Karakteriše se na EKG brzim, nepravilnim QRS–kompleksima, koji kao da se prelamaju (uvijaju) oko izoelektrične linije. Ova aritmija može spontano prestati ili preći u fibrilaciju komora. Mada oko 50% osoba s torsades de pointes ne iskuse nikakve simptome, ona može uzrokovati nekoliko komplikacija i može biti opasna po život u teškim slučajevima, kod kojij u kliničkoj slici dominira jako narušena hemodinamika srca koja vodi u iznenadnu smrt.
Dijagnoza se postavlja na osnovu elektrokardiograma (EKG). 
Leči se intravenskim injekcijama magnezijuma, merama za skraćivanje QT–intervala, nesinhronizovanom kardioverzijom ako dođe do ventrikularne fibrilacije.

## Epidemiologija
Prevalenca urođenog produženog QT intervala uglavnom je nepoznata. Procena je da između 1:2.000 i 1:20.000  osoba imaju genetsku mutaciju za produženje QT intervala. 
Poremećaj je učestaliji kod muškaraca nego kod žena. 
Takođe jako se malo zna o prevalenciji ili incidenciji torsades de pointes izazvanog lekovima. To je uglavnom zbog toga što je aritmija često prolazna, a tačna dijagnoza zahteva snimanje EKG-a tokom događaja. Nekoliko evropskih centara procenjuje da je godišnja stopa torsades de pointes izazvanih lekovimaizmeđu 0,8 i 1,2 na milion osoba-godišnje. Incidencija lekovima izazvane torsades de pointes također varira u zavisnosti od vrste leka i populacije koja se proučava.

## Etiologija
Dugi QT–interval odgovoran za nastanak torsades de pointes može biti posledica urođen (kongenitalne) mane ili stečen, indukovan lekovima.
Urođeni oblik
Dva utvrđena kongenitalna sindroma s dugim QT–intervalima su:
- Jervellov i Lange–Nielsenov sindrom (autosomno recesivan sa gluvoćom)
- Romano–Wardov sindrom (autosomno dominantan, bez gluvoće).

Međutim, prepoznato je najmanje 6 podtipova sindroma dugog QT–intervala koji nastaje zbog oštećenja gena koji kodiraju specifične transmembranske kalijumove ili natrijumove kanale.
Stečeni oblik
Torsades de pointes češće nastaje nakon uzimanja nekih lekova, obično:
- antiaritmika Ia, Ic ili III grupe;
- tricikličnih antidepresiva,
- fenotiazina,
- nekih antivirusnuh i antimikotične lekove

## Patofiziologija
Kod ovog stanja produženje QT–intervala povećava sklonost aritmijama zbog produženja repolarizacije, što uključuje i rane naknadne depolarizacije i prostornu disperziju refraktornosti.
Predloženi mehanizam torsades de pointes uključuje inhibiciju odložene struje kalijumovih jona. Što dovodi do viška pozitivnih jona unutar ćelijske membrane i produžuje fazu repolarizacije. Ako se tokom ove produžene faze repolarizacije, poznate kao R na T fenomen, stvori ektopični otkucaj, to može dovesti do torsades de pointes. 
Kako kod urođenog tako i nakon upotrebe lekova produženog QT intervala promene na ćelijskoj membrani na sličan način blokiraju kalijumove kanale. 
Torsades de pointes se malo razlikuje od ventrikularne fibrilacije po tome što se može spontano prestati. Međutim, ako se ne leči torsades de pointes na kraju može napredovati u ventrikularnu fibrilaciju.

### Faktori rizika
Listu faktora povezanih sa povećanom tendencijom ka razvoju torsades de pointes čine:
- Lekovi
- Hipokalijemija (nizak nivo kalijuma u serumu).[11][12]
- Hipomagnezemija (nizak nivo magnezijuma u serumu).[13]
- Hipokalcemija (nizak nivo serumskog kalcijuma).[14]
- Bradikardija (usporen rad srca)
- Otkazivanje srca
- Hipertrofija leve komore.[15]
- Hipotermija.[16]
- Subarahnoidalno krvarenje.[17]
- Hipotiroidizam

## Klinička slika
Bolesnici se obično javljaju sa sinkopom izazvanom visokom frekvencijom srca (200–250 otkucaja/min) koja nije adekvatna za normalnu perfuziju mozga. Palpitacije su uobičajene kod bolesnika kod kojih je očuvana svest. Zbog izraćene tahikardije, ponekad se produženi QT–interval otkriva tek nakon reanimacije.

## Dijagnoza
EKG
Dijagnoza se postavlja elektrokardiografskim (EKG) snimanjem koje pokazuje undulirajuću osovinu QRS–a, sa pomeranjem polariteta kompleksa oko osnovne linije. EKG između napada ubrzanog rada srca pokazuje dugi QT–interval nakon korekcije zbog srčane frekvencije (QTc). Normalni prosek vrednosti ovog intervala je ~ 0,44 sek i varira između pojedinaca i zavisno od pola. 
Normalni prosek vrednosti ovog intervala je ~ 0,44 sek i varira između pojedinaca i zavisno od pola. Dok se QTc smatra dugim kada je veći od 450 ms kod muškaraca i 460 ms kod žena. QTc veći od 500 ms povezan je s dvostrukim do trostrukim povećanjem rizika za torsades de pointes. Ritam se može spontano prekinuti ili preći u ventrikularnu fibrilaciju.
Anamneza
Porodična anamneza može ukazati na stečeni (urođeni) oblik sindroma. Zato je potrebno snimiti EKG i članovima uže porodice.
Elektroliti
Proverom nivo elektrolita treba ustanoviti postojanje hipoglikemije, hipokalemije, hipomagnezijemije i hipokalcemije.
Srčani enzimi
Isključite ishemiju miokarda, posebno kod pacijenata bez produženja QT intervala.
Slikovne metode
Ako postoji bilo kakva klinička sugestija, treba izvesti radiografiju grudnog koša i ehokardiografiju kako bi se isključila strukturna bolest srca.
Ostali testovi
Po potrebi treba obaviti i druge testove, zavisno o etiološkim faktorima koji se razmatraju (videti faktore rizika u odeljku etiologija).

## Diferencijalna dijagnoza
Diferencijalna dijagnoza torsade de pointes uključuje sljedeće bolesti:
- Ventrikularna tahikardija
- Pedijatrijska, tahikardija
- Sinkopa
- Bubrežna insuficijencija, hronične i dijalizne komplikacije
- Toksičnost, antiditrisritmika
- Toksičnosta antihistaminika
- Ventrikularna fibrilacija
- Iznenadna srčana smrt

U ostala razmatranja treba uzeti u obzir razliku između stečenog sindroma dugog QT intervala od urođenog sindroma dugog QT intervala. Uz to, torsadu treba razlikovati od polimorfne ventrikularne tahikardije ili, retko, od monomorfne ventrikularne tahikardije.
Supraventrikularnu tahikardija s aberantnim provođenjem može se zameniti sa torsadom, posebno kada je nivo aberacije promjenjiv. Takođe i atrijalna fibrilacija se može mešati sa užim i tipičnim QRS kompleksima.

## Terapija
Nakon uklanjanja štetnog agensa lečenje je usmereno na korekciju hidroelektrolitičke ravnoteže (serum sa kalcijumom , kalijumom ili magnezijum sulfatom ), primenu antiaritmika i defibrilacije ili kardioverzije, po potrebi.
Akutna epizoda koja dovoljno dugo traju i narušavaju hemodinamiku,  leče se nesinhronizovanom kardioverzijom počevši sa 100 J.  
Bolesnici često dobro reaguju na terapiju magnezijumom: MgSO4 2 g intravenski u trajanju 1–2 min (čak i oni pacijenati sa normalnim nivoom magnezijuma). Ukoliko je ovo lečenje nefikasno, daje se drugi bolus za 5–10 min.Zatim se započinje sa infuzijom Mg od 3–20 mg/ min kod bolesnika bez renalne insuficijencije. 
Lidokain (razred Ib) skraćuje QT–interval i može biti koristan kod torsades de pointes izazvane lekovima. 
Primenu antiaritmika klase Ia, Ic i III treba izbegavati.
Ukoliko je uzrok torsades de pointes lek, njegovo davanje se prekida. Kod bolesnika sa čestim ili dugim napadima torsades de pointes neophodno je bolničko lečenje u cilju skraćenja QT–intervala, i traje sve dok se lek u potpunosti ne odstrani. Budući da povećanje srčane frekvencije skraćuje QT–interval, dobra je privremena elektrostimulacija i/ ili izoproterenol IV.
U načelu neophodno je dugoročno lečenje bolesnika sa kongenitalnim sindromom dugog QT–intervala. Terapije izbora obuhvaća β–blokatore, trajnu elektrostimulaciju, ICD ili kombinaciju navedenog.
Paradoksalno, beta-adrenergični antagonisti su kontraindikovanii kada se stekne dugi QT, jer je bradikardija faktor rizika za torsade . 
Takođe se u terapiji mogu koristiti stalni ili privremeni pejsmejkeri. 

## Literatura
- Cohagan B, Brandis D. Torsade de Pointes. [Updated 2020 Aug 10]. In: StatPearls [Internet]. Treasure Island (FL): StatPearls Publishing; 2020 Jan-. Available from: Cohagan, B.; Brandis, D. (2025). „Torsade de Pointes”. www.ncbi.nlm.nih.gov. StatPearls. PMID 29083738.
- Gerd Herold: Innere Medizin. Eigenverlag, Köln 2007,  978-3-89019-704-3.
- P. Schweikert-Wehner: Antidepressiva, Vorsicht Arrythmien. In: Pharmazeutische Zeitung, 159. Jahrgang, 44. Ausgabe, S. 22–24, Eschborn, 2014

|  | Molimo Vas, obratite pažnju na važno upozorenje u vezi sa temama iz oblasti medicine (zdravlja). |